# ليو ليفي
ليو ليفي (بالعبرية: ליאו לוי‏) هو عالم موسيقى إسرائيلي، ولد في 1912 في كازالي مونفيراتو في إيطاليا، وتوفي في 1982 في القدس في إسرائيل.